# Oakland (Illinois)
Oakland é uma cidade localizada no estado americano de Illinois, no Condado de Coles.

## Demografia
Segundo o censo americano de 2000, a sua população era de 996 habitantes.
Em 2006, foi estimada uma população de 938, um decréscimo de 58 (-5.8%).

## Geografia
De acordo com o United States Census Bureau tem uma área de
2,2 km², dos quais 2,1 km² cobertos por terra e 0,1 km² cobertos por água.

## Localidades na vizinhança
O diagrama seguinte representa as localidades num raio de 16 km ao redor de Oakland.